# Täuschung und Fälschung in der Wissenschaft
Täuschung und Fälschung in der Wissenschaft beziehen sich auf unwahre Behauptungen, erfundene oder gefälschte Forschungsergebnisse, die vorsätzlich, also in täuschender Absicht von Wissenschaftlern publiziert werden, also um Wissenschaftliches Fehlverhalten. Hierzu gehören insbesondere Fälschungen von Daten und Messergebnissen, (komplett erfundene Daten, Vervielfachung der erhobenen Daten, um größere Stichproben vorzutäuschen, Manipulation von Abbildungen, Verheimlichen unliebsamer Daten, bei Regressionsverfahren das Entfernen von Ausreißern) sowie wahrheitswidrige Aussagen und Schlussfolgerungen in Publikationen.
Das Nicht-wahrhaben-Wollen von Forschungsergebnissen, die der herrschenden Meinung widersprechen oder widersprüchlich scheinen, eine tendenziöse Berichterstattung sowie das Weglassen von Daten stellen minder schwere, für den Wissenschaftsbetrieb gleichwohl schädliche Verhaltensweisen dar. Charles Babbage führte 1830 mit Forging (Fälschen oder Erfinden von Ergebnissen und Beobachtungen), Trimming („Datenmassage“; bewusste Manipulation von Messwerten) sowie Cooking („Schönung“ von Ergebnissen durch das Weglassen abweichender Messwerte) eine Klassifikation der Täuschungsformen ein, die bis heute Gültigkeit hat. 
Zur Täuschung, aber nicht der Fälschung im engeren Sinne zählen Plagiate und die Veröffentlichung der Arbeit von Ghostwritern unter eigenem Namen, da die veröffentlichten Informationen in diesen Fällen – abgesehen von der Autorenangabe – korrekt sind. Beispiele für solche Fälle können unter Liste deutscher Dissertationen mit Plagiaten nachgelesen werden. Umgangssprachlich wird auch von Betrug gesprochen, damit sind juristisch jedoch Vermögensdelikte gemeint, weshalb Täuschung der korrekte Begriff ist. 
Die Wissenschaft war nie frei von Fällen der Täuschung und der Fälschung. Innerhalb der wissenschaftlichen Community wird heute in diesen Fällen auch von einer Vertrauenskrise der Wissenschaft gesprochen und darüber diskutiert, ob und wie dadurch das Vertrauen der Bevölkerung in die Wissenschaft beeinträchtigt wird. Einige Fälle erregten dabei Aufsehen in der Öffentlichkeit, wurden zum Skandal und erschütterten so dieses Vertrauen. Neben „populistischer Skepsis“ seien auch grundlegende Systemvorbehalte dafür verantwortlich. Die sozialen Medien seien Kanäle, wo schlechte Erfahrungen aus dem Wissensbetrieb schneller bekannt und auch skandalisiert werden.

## Ursachen und Motivation
Die Ursachen und Motivationen für Täuschung und Fälschung in der Wissenschaft werden in der Regel individuell zu suchen sein. In Betracht kommen dabei häufig Ruhm und Ehre, die Forscher mit der Publikation neuer und sensationeller Erkenntnisse zu gewinnen suchen. Auf der anderen Seite können auch ein Publikationszwang („Publish or perish“) und der Bedarf an Fördermitteln dazu führen, dass Versuchsdaten und Ergebnisse erfunden oder geschönt werden.
Die Sozialpsychologin Jennifer Crocker von der Ohio State University nahm die Fälschungen ihres Fachkollegen Diederik Stapel zum Anlass, der Frage nachzugehen, „warum jemand mit offensichtlicher Intelligenz, Ehrgeiz und Talent durch gefälschte Daten alles auf Spiel setzt.“ Sie verglich das Fehlverhalten mit dem 1963 publizierten Milgram-Experiment: Hier wie dort sei offenbar der erste, kleine, von den ethischen Normen abweichende Schritt als ethisch akzeptabel rationalisiert und damit zum ‚Normalzustand‘ erhoben worden. Jeder weitere Verstoß gegen die Normen erscheine dann – bezogen auf den neuen ‚Normalzustand‘, der beispielsweise im Weglassen von Quellennachweisen und unpassend erscheinenden Messergebnissen bestehen könne – wenig gravierend. Auf diese Weise könne allmählich immer stärker von den Normen abgewichen werden, ohne dass es vom Täter als Verstoß gegen die in der Gesellschaft gültige Moral wahrgenommen werde.
Nach der Aufdeckung von Fälschungen steht oft die Frage im Raum, warum die Fehler so lange unentdeckt blieben. Dabei handelt es sich teilweise jedoch nicht einfach um ein blindes Vertrauen in die Wissenschaft und ihre Forschungsergebnisse. Manchmal stehen strukturelle Mängel des Forschungsbetriebs einer Aufdeckung von Missständen im Weg, ein „Mangel an Abwehrkraft“:
- Wissenschaftler vertrauen in der Regel darauf, dass Fälschungen entdeckt werden, sobald Fachkollegen die angeblichen Studienergebnisse zu reproduzieren versuchen, dies aber misslingt. Tatsächlich ist es aber „nahezu unmöglich, Wiederholungen (oder gescheiterte Wiederholungen) in hochrangigen wissenschaftlichen Fachzeitschriften zu veröffentlichen“.[8]
- „Allen gefällt die Tatsache, dass Whistleblower existieren, aber niemand kann sie leiden.“[7]
- Universitäten und Forschungseinrichtungen fürchten um ihren Ruf, wenn bekannt wird, dass in ihrem Haus wissenschaftliche Fehler gemacht werden.
- Fachbereiche und Kollegen fürchten das Ausbleiben von Forschungsgeldern, wenn sie keine positiven Ergebnisse im Sinne der Geldgeber vorweisen können (siehe auch Problematik von Gutachten).
- Falls es sich bei dem Fälscher um einen Professor oder eine einflussreiche Koryphäe des Fachs handelt, sind Mitarbeiter und Kollegen für die eigene Karriere auf ein gutes Einvernehmen mit dem Fälscher angewiesen. Umgekehrt kann das Renommee der Mitarbeiter und Schüler leiden, wenn eine Fälschung ihres Vorgesetzten entdeckt wird, auch wenn sie selbst gar nicht daran beteiligt waren.
- Insbesondere wenn es sich bei einer fälschenden Koryphäe um den Leiter einer auf Jahre angelegten Projektgruppe handelt, würde ein Auffliegen des Schwindels meist auch zum Ende des Projektes und somit zu einer ungewissen Zukunft für die nachgeordneten Projektmitarbeiter führen.

Im Falle des Anthropologie-Professors Reiner Protsch versuchte eine interne Universitätskommission zu ergründen, warum Protschs Umfeld sein Verhalten jahrzehntelang tolerierte. Eine Mischung aus Angst, Ignoranz und falsch verstandener Solidarität, so die Diagnose, habe ein konsequentes Vorgehen von Fachbereich und Hochschulleitung gegen den Professor verhindert. Der Kommissionsbericht kritisiert, „dass die fehlende Sensibilität und Entschiedenheit bei Mitarbeitern, Kollegen, Dekanen sowie bei Hochschulleitung und -verwaltung konsequentes Handeln zu einem früheren Zeitpunkt vereitelt“ habe. Zudem habe man „Ausmaß und Tragweite des Fehlverhaltens von Protsch offensichtlich falsch eingeschätzt und es deshalb nicht konsequent verfolgt.“ Dieses Versagen der Universitätsangehörigen habe dazu geführt, dass Protsch „das Amt eines Universitätsprofessors in hohem Maße missbraucht und sich fachlich wie durch seine Amtsführung hierfür disqualifiziert“ habe.
Die vergleichsweise hohe Quote von Täuschungsfällen im Bereich der Medizin und Biowissenschaft wird mit niedrigeren Standards der Hochschulausbildung erklärt: Mediziner arbeiteten praxisbezogener und würden nicht zum Forscher, sondern zum Therapeuten ausgebildet, was zu geringerer naturwissenschaftlicher Erfahrung und einer höheren Toleranz bezüglich methodischer Fehler und Unsauberkeiten führe.

## Vermeidung und Bekämpfung von Täuschungspraktiken
Universitäten und Forschungseinrichtungen versuchen mit der Verabschiedung von „Grundsätzen guter wissenschaftlicher Praxis“ und Maßnahmen zum „Umgang mit wissenschaftlichem Fehlverhalten“ gegen solche Vorkommnisse vorzugehen. Betrug und Fälschung in der Wissenschaft wurde in den vergangenen Jahren auch zu einem Thema der Wissenschaftsgeschichte gemacht.
In den USA gibt es mit dem United States Office of Research Integrity (ORI) eine Regierungsinstitution, die Plagiate und Fehlverhalten ahnden soll. Das ORI entstand 1992 durch Zusammenlegung verschiedener Arbeitsgruppen anderer Behörden; der wichtigste Vorläufer war eine 1989 gegründete Institution der National Institutes of Health und der National Science Foundation. In Europa richtete Dänemark 1992 mit dem Danish Committee on Scientific Dishonesty die erste dauerhafte staatliche Untersuchungskommission ein. In Deutschland besteht eine Selbstverpflichtung aller Forschungseinrichtungen die DFG-Gelder beziehen, zu wissenschaftlichen Standards. Ferner gibt es eine Ombudsstelle des DFG für Whistleblower.

## Auswirkungen
Der Experimentalphysiker Hans-Joachim Queisser vertrat die Auffassung, wissenschaftliche Täuschung wirke „längst nicht so dramatisch und nachhaltig wie Betrug in anderen Bereichen“. Unentdeckte Fälschungen würden mit der Zeit vergessen und verschwänden von der Bildfläche. Persönliche Kontakte in der Forschung würden dem wissenschaftlichen Betrug entgegenwirken.
Die Deutsche Forschungsgemeinschaft (DFG), die sich seit einigen Jahren mit der Thematik befasst, weist in ihrem Bericht über die Anrufung ihres Schlichtungsgremiums („Ombudsman“) zur Einhaltung der Vorschläge zur Sicherung guter wissenschaftlicher Praxis keine jährliche Zunahme der Fälle unkorrekten Verhaltens aus:

„Es ist wohl davon auszugehen, dass die Zahl der Fälle wissenschaftlichen Fehlverhaltens selbst in der letzten Zeit nicht zugenommen haben wird. Unredlichkeiten und Fehlverhalten sind aber in den ersten Jahren der Ombudstätigkeit besser zutage getreten. Die steigende Anzahl der Anrufungen des Ombudsman der DFG wird insofern wohl nicht auf eine Verschlechterung der Sitten in der Wissenschaft, sondern vielmehr auf eine zunehmende Bekanntheit des Ombudsmans der DFG in der Öffentlichkeit zurückzuführen sein.“

Plagiate in einer Dissertation
Als „Täuschung über die Eigenständigkeit der erbrachten wissenschaftlichen Leistung“ bewertete der Verwaltungsgerichtshof (VGH) Baden-Württemberg mit Beschluss vom 13. Oktober 2008 (Aktenzeichen: 9 S 494/08) „die nicht gekennzeichnete Übernahme kompletter Passagen aus dem Werk eines anderen Autors in einer Dissertation“, sofern sie „planmäßig und nicht nur vereinzelt“ erfolge. Eine solche planmäßige Übernahme fremden Gedankenguts ergebe sich bereits daraus, „dass sich die Plagiate an mehreren Stellen der Dissertation auffinden lassen und verschiedene Fremdautoren betreffen.“ Kleine Änderungen an nicht-gekennzeichneten übernommenen Passagen bewertete das Gericht nicht als Beleg für versuchte Eigenständigkeit des Formulierens, sondern – im Gegenteil – als Beleg für „die gezielte Verschleierungsabsicht des Klägers.“ Dies könne die Hochschule „zur Entziehung des verliehenen Doktorgrades berechtigen.“ Ausdrücklich hob der VGH in einem Leitsatz hervor: „Auf den Umfang der abgeschriebenen Stellen sowie auf die Frage, ob die Arbeit auch ohne das Plagiat noch als selbständige wissenschaftliche Arbeit hätte angesehen werden können, kommt es grundsätzlich nicht an.“
Als „U-Boot“ wird eine absichtlich falsche, frei erfundene Fußnote in wissenschaftlichen Arbeiten bezeichnet. Sie täuscht dabei einen Beleg vor, der nicht existiert.

## Beispiele
Die folgenden Fälle von Täuschung und Fälschung haben Aufsehen über ihr Fachgebiet hinaus erregt:

### Anthropologie

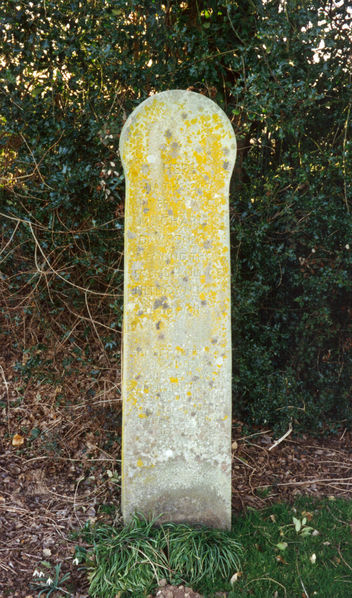
Gedenkstein am Fundort des Piltdown-Menschen

- Der Piltdown-Mensch wurde vor 1912 in einer englischen Kiesgrube gefunden. Seine Merkmale waren eine große, dem modernen Menschen ähnelnde Schädelkapsel und ein Unterkiefer, der an einen Menschenaffen erinnerte. Aus dieser Kombination wurden weit reichende Schlussfolgerungen zur Stammesgeschichte des Menschen abgeleitet. Erst 1953 wies man nach, dass der Piltdown-Mensch aus einem menschlichen Schädel des Mittelalters, dem Unterkiefer eines Orang-Utans und aus Zähnen eines Schimpansen bestand.
- Der ehemalige Frankfurter Anthropologe Reiner Protsch hat nach Angaben einer Untersuchungskommission Schädelfunde aus der menschlichen Vorgeschichte, darunter beispielsweise der Schädel von Hahnöfersand, bewusst und systematisch rückdatiert, teilweise um Zehntausende von Jahren. Unklar ist beispielsweise das Alter der Dame von Kelsterbach, des angeblich ältesten Zeugnisses der Cro-Magnon-Menschen in Europa, da dieses Schädelfragment in Protschs Institut verloren ging.

### Archäologie

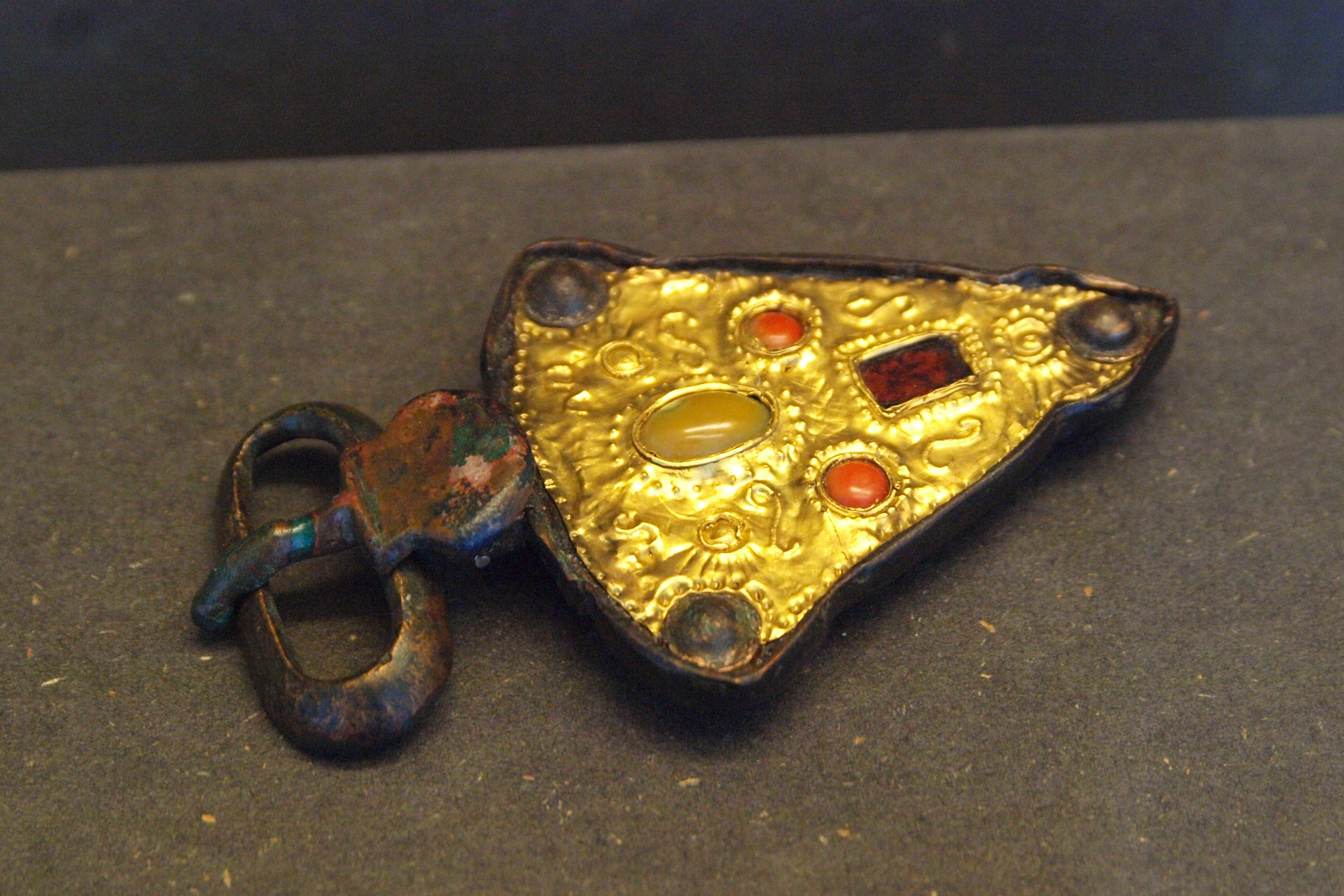
Fälschung einer angeblich merowingerzeitlichen Gürtelschnalle

- Der Cardiff Giant sollte 1869 beweisen, dass es Riesen gegeben habe.
- Die Wetterauer Brandgräber wurden als Bindeglied zwischen der Linearbandkeramik und der Rössener Kultur angesehen, bis sie 1958 endgültig als geschickte Fälschungen entlarvt wurden.
- Der 1972 aufgefundene und als Sensation angesehene römische Jupiter von Nidderau entpuppte sich als Fälschung.
- Die gefälschte so genannte „Persische Mumie“ führte im Jahr 2000 zu Spannungen zwischen dem Iran und Pakistan.
- Die Arbeiten des verstorbenen „Moorleichen-Papstes“ Alfred Dieck waren wichtige Grundlage für Vorstellungen über germanische Kultur und Bestattungsriten. Bei der Auswertung seines wissenschaftlichen Nachlasses 1988 durch den Niederländer Wijnand van der Sanden im Rahmen seiner Doktorarbeit sowie 1993 durch Sabine Eisenbeiß und Katharina von Haugwitz im Rahmen ihrer Magisterarbeiten stellten sich Diecks Werke als stark ausgeschmückt oder sogar frei erfunden dar[18], gleiches gilt für seine heimatkundlichen Veröffentlichungen[19].
- Shin’ichi Fujimura war in den 1980er- und 1990er-Jahren in ganz Japan bekannt dafür, dank seiner „göttlichen Hände“ Artefakte aus der Steinzeit zu entdecken, die zum Teil angeblich bis zu 700.000 Jahre alt waren. Im Jahr 2000 veröffentlichte dann die Zeitung Mainichi Shimbun Fotos, auf denen zu sehen war, wie der damals 50-jährige Fujimura Steinwerkzeuge in zuvor von ihm ausgehobenen Löchern vergrub. Fujimura entschuldigte sich unter Tränen vor laufenden Fernsehkameras für sein Verhalten und gab zu, sämtliche Funde aus insgesamt 168 Grabungsstellen gefälscht zu haben (vergl. Paläolithische Befundfälschung in Japan). Dies hatte zur Folge, dass die Darstellung des Paläolithikums in japanischen Lehrbüchern umgeschrieben werden musste. Das Paläolithik-Institut von Tōhoku, dessen Vizepräsident er war, wurde 2004 aufgelöst, Fujimura kam zeitweise in eine Nervenklinik.[20]
- Axel von Berg, ehemaliger Landesarchäologe von Rheinland-Pfalz, steht unter Verdacht, historische Funde bewusst falsch datiert zu haben. Der Archäologe hat mindestens 21 Schädel-Funde auf das fünfte Jahrhundert vor Christus datiert, obwohl die meisten deutlich jünger sind.[21]

### Biologie
- Lyssenko-Biologie. Mit Unterstützung der politischen Macht, vor allem Josef Stalins, wurde diese Lehre in den 1930er- und 1940er-Jahren verbreitet; das Gedankengut der klassischen Genetik wurde unterdrückt und Wissenschaftler mit anderer Auffassung wurden bedroht, verbannt oder gar getötet. Die „Experimente“, mit denen Trofim Denissowitsch Lyssenko seine Theorien „belegte“, u. a. zur Umwandlung von Arten, waren dreisteste Fälschungen und entbehrten jeder wissenschaftlichen Grundlage.
- Ernst Haeckel publizierte erstmals 1868 im Buch „Natürliche Schöpfungsgeschichte“ und dann erneut 1874 in „Anthropogenie und Entwicklungsgeschichte des Menschen“ Bildtafeln, auf denen Embryonen unterschiedlicher Tierarten und des Menschen dargestellt und miteinander verglichen wurden. Alle Embryonen waren gleich groß und stark stilisiert gezeichnet und sollten das von Haeckel so genannte Biogenetische Grundgesetz belegen, dem zufolge die Ontogenie die Phylogenie rekapituliert, oder anders formuliert: Die Embryonalentwicklung sei eine verkürzte Wiederholung der Stammesgeschichte. Der Würzburger Anatomieprofessor Carl Semper bezeichnete diese Abbildungen bereits 1875 in einer Publikation als „Fälschungen“; ähnlich äußerte sich zur gleichen Zeit der Anatom und Embryonenforscher Wilhelm His, später der Biologiedidaktiker und Fachbuchautor Arnold Braß, und zuletzt 1998 wies der britische Entwicklungsbiologe Michael Richardson anhand von Vergleichsfotos der von Haeckel ausgewählten Arten in der Fachzeitschrift Science[22] auf erhebliche Unterschiede zwischen Haeckels Zeichnungen und den tatsächlichen anatomischen Gegebenheiten der Embryonen hin und veröffentlichte eine Vergleichsstudie.[23] Auch die Embryologin und Nobelpreisträgerin Christiane Nüsslein-Volhard sagte 2003 in einem Gespräch mit der „Zeit“: „Ernst Haeckel hat gefälscht. Viele seiner Bilder von Organismen sind schlicht erfunden, um seine Theorie zu bestätigen.“[24] Dennoch werden die Haeckel’schen Vergleiche bis in die Gegenwart hinein in Fachbüchern nachgedruckt, u. a. noch 2003 in Ernst Mayrs „Das ist Evolution“.[25] Siehe hierzu auch den Artikel Embryonenkontroverse.
- Der Zoologe Paul Kammerer oder einer seiner Mitarbeiter fälschte in den 1920er-Jahren zumindest ein Präparat aus Experimenten mit Geburtshelferkröten, die die Vererbung erworbener Eigenschaften (Lamarckismus) belegen sollten. Nach der Aufdeckung der Fälschung beging Kammerer Suizid. Die Frage, ob die Fälschung nur untergeschoben wurde, ist dennoch bisher ungeklärt und wurde auch im Buch Der Krötenküsser von Arthur Koestler behandelt.
- Julius Schusters vielversprechende Karriere als Botaniker wurde durch einen Fälschungsvorwurf in seiner Habilitation von 1911 in München beendet. Er wandte sich daraufhin der Wissenschaftsgeschichte zu.
- Emil Abderhaldens „Abwehrfermente“ erwiesen sich im Nachhinein als niemals wissenschaftlich belegt.
- Franz Moewus’ (1908–1959) genetische Versuche zur Geschlechtsdetermination bei Chlamydomonas-Algen erwiesen sich als nicht reproduzierbar; er hatte Thesen von Max Hartmann experimentell zu untermauern versucht und setzte auch nach dem Ende seiner Tätigkeit bei Hartmann die Fälschungen fort, dann unter Richard Kuhn. Erst 1954 wurde er bei einer Publikumspräsentation ertappt.[11]
- Dmitri Anatoljewitsch Kusnezow veröffentlichte 1989 einen Artikel über In-vitro-Studien an Wühlmäusen, in dem er angebliche molekulare Forschungsdaten dazu benutzte, um gegen die Evolutionstheorie zu argumentieren. Er wurde daraufhin zu einem international agierenden Propagandisten des Kreationismus. Sowohl die Belege dieser Studie als auch die Inhalte weiterer Publikationen erwiesen sich als „fabriziert“.
- Der südkoreanische Zellbiologe Tae Kook Kim wurde Anfang 2008 vom Dienst im Korea Advanced Institute of Science and Technology  in Daejeon suspendiert, nachdem sich zwei seiner Publikationen in den Fachzeitschriften Science und Nature Chemical Biology als „frei von jeglicher wissenschaftlichen Wahrheit“ entpuppt hatten.[26] In Science war 2005 zunächst eine Methode beschrieben worden, wie man durch Nanoteilchen die Wechselwirkungen zwischen Molekülen im Inneren von Zellen und Medikamenten beeinflussen kann. In der zweiten Studie wurde 2006 behauptet, es sei gelungen, Körperzellen so umzuprogrammieren, dass man deren Alterungsprozess stoppen und sie sogar verjüngen konnte.
- Dem Evolutionsbiologen und Kognitionsforscher Marc Hauser wurde 2010 von einer internen Untersuchungskommission der Harvard University vorgeworfen, er habe sich in mindestens acht Fällen des wissenschaftlichen Fehlverhaltens schuldig gemacht. Ein Aufsatz von Hauser in der Fachzeitschrift Cognition wurde zurückgezogen, die Gültigkeit weiterer Publikationen infrage gestellt.[27] Eine der angezweifelten, 2007 in den Proceedings der Royal Society veröffentlichte Studie wurde Anfang 2011 nach einer Wiederholung der Experimente durch Hauser selbst von ihm als korrekt ausgewiesen,[28] ebenso eine in Science veröffentlichte Studie.[29] Mit Wirkung vom 1. August 2011 kündigte er seine Tätigkeit an der Harvard University.[30] Eine abschließende Stellungnahme des U.S. Department of Health and Human Services Office of Research Integrity (ORI) bestätigte Anfang September 2012 die Vorwürfe gegen Hauser: Ihm sei in sechs Fällen „wissenschaftliches Fehlverhalten“ nachgewiesen worden.[31]
- Milena Penkowa, eine dänische Neurobiologin, verzichtete Ende 2010 auf ihre Professur an der Universität Kopenhagen, nachdem mehrere ihrer Publikationen für ungültig erklärt worden waren, da deren Ergebnisse nicht reproduzierbar waren.[32][33]
- Dipak Das, Direktor des Cardiovascular Research Centers im Health Center der University of Connecticut (UCHC) in Farmington, wurde 2012 von einer Untersuchungskommission seiner Universität der Verfälschung von Daten in mindestens 23 Publikationen für schuldig erklärt. Zu seinem Forschungsgebiet gehörten insbesondere Studien zum Nutzen des Wein-Trinkens – speziell der Substanz Resveratrol – für die Gesundheit. Das wies die Vorwürfe zurück.[34]
- Serge Valentin Pangou, Direktor der Research Group on Biological Diversity (GERDIB) in Brazzaville und einer der einflussreichsten Naturwissenschaftler in der Republik Kongo, räumte 2012 ein, dass mehrere von ihm als Hauptautor publizierte Fachartikel Plagiate waren und dass in mehreren Fällen Co-Autoren ohne deren Kenntnis und Zustimmung benannt worden waren. Pangou entschuldige sich für die inzwischen von den Zeitschriften für ungültig erklärten Fachaufsätze mit dem Hinweis auf „the abusive utilization of bibliograph[ies]“.[35]
- John William Heslop-Harrison, Botaniker, Fellow der Royal Society, wurde schon Ende der 1940er Jahre beschuldigt, Pflanzenfunde gefälscht zu haben. An die Öffentlichkeit kam die Affäre erst Ende der 1990er Jahre.
- Hasko Paradies machte Anfang der 1970er Jahre mit angeblichen Röntgenbeugungsbildern von Kristallen von t-RNA von sich Reden, was ihm eine Professur an der FU Berlin eintrug. Später stellte sich heraus, dass sie von Proteinen stammten, veröffentlicht in Nature 1983. Die FU leitete eine Untersuchung ein und man verzichtete auf weitere Verfolgung, nachdem Paradies seine Entlassung beantragt hatte.[36]
- Die Affäre um die Entdeckung des Auxins durch Fritz Kögl und seine Assistentin Hanni Erxleben in den 1930er Jahren und die angebliche Entdeckung von D-Aminosäuren in Tumorgewebe, wobei Kögls Assistentin Laborergebnisse fälschte, um dem Erfolgsdruck gerecht zu werden (ohne Wissen von Kögl).[11]
- Eine Postdoktorandin der Universität Uppsala publizierte im Juni 2016 in Science gemeinsam mit dem Leiter ihrer Arbeitsgruppe eine weltweit beachtete Studie über den Zusammenhang von Mikroplastik im Ozean und Entwicklung von Fischlarven.[37] Besucher der angeblich auf Gotland durchgeführten Experimente bezweifelten bereits unmittelbar nach der Publikation, dass die behaupteten Versuchsansätze dort hatten durchgeführt werden können. Kurz nach dieser Kritik wurde von den beiden Autoren der Studie behauptet, die Rohdaten seien infolge des Diebstahl eines Laptops komplett verloren gegangen. Eine Untersuchung durch die Universität Uppsala führte im Mai 2017 dazu, dass Science die Publikation für ungültig erklärte. Im Dezember 2017 erklärte die Universität Uppsala die Daten der Studie für erfunden („fabricated research results“).[38]
- Dem US-amerikanischen Spinnen-Experten Jonathan Pruitt wird seit Ende 2019 vorgeworfen, zweifelhafte Daten für Fachveröffentlichungen zur Verfügung gestellt zu haben. Bis Ende 2021 wurden bereits 12 Publikationen zurückgezogen, für weitere 10 wurde von Co-Autoren die Rücknahme gegenüber den Verlagen beantragt. Die University of Tennessee, Knoxville, entfernte zudem Pruitts Dissertation aus ihrem Bibliothekssystem. Die McMaster University, wo Pruitt eine Professur innehat, versetzte ihn im November 2021 bis zum Abschluss ihrer Untersuchungen auf eine bezahlte Verwaltungsstelle.[39] Mitte Juli 2022 teilte die McMaster University mit, Pruitt verzichte auf seine Professur.[40]
- Der Meeresbiologin Danielle Dixson wurde 2022 seitens einer Untersuchungskommission der University of Delaware vorgeworfen, Daten erfunden und verfälscht zu haben, die angeblich Zusammenhänge zwischen der Übersäuerung des Wassers und dem Verhalten von Fischen in Korallenriffen aufdeckten.[41]

### Chemie
- Dem Chemiker Guido Zadel wurde 1996 von der Universität Bonn wegen Fälschungen in seiner Doktorarbeit der Doktorgrad aberkannt, was 2004 rechtskräftig wurde, da Zadel juristisch dagegen vorging.[42][43] Er hatte 1994 in seiner Doktorarbeit behauptet, mit Hilfe eines Magnetfeldes (NMR) bei der Synthese von Molekülen deren Chiralität beeinflussen zu können. Eine Kommission hatte erfolglos versucht, die Experimente zu wiederholen. Wegen der großen potenziellen Bedeutung der angeblichen Entdeckung hatten – bis zur Aufdeckung der Fälschung – zahlreiche andere Labore vergeblich versucht das Experiment zu reproduzieren. Zadel verteidigte Unklarheiten in seiner Dissertation damit, dass ein Patentverfahren laufen würde (eine der Voraussetzungen dafür ist in Deutschland, dass dazu noch nichts publiziert wurde). Sein Doktorvater Eberhard Breitmaier hatte das Patent zeitgleich mit der Promotion unter eigenem Namen angemeldet. Eine Klage Zadels gegen die Universität war im Jahr 2004 auch in zweiter Instanz vor dem Oberverwaltungsgericht Münster erfolglos geblieben.[44] Sein behaupteter „wissenschaftlicher Durchbruch“ hatte in Fachkreisen einiges Aufsehen erregt, weil er ein zentrales Problem der Chemie und Pharmazie gelöst zu haben behauptete: Linksdrehende Moleküle entfalten im Körper häufig ganz andere Wirkungen als ihre rechtsdrehenden Entsprechungen (siehe Chiralität). Da beide Formen spiegelbildlich zueinander aufgebaut sind, sich chemisch ansonsten aber nicht voneinander unterscheiden, ist ihre jeweils gezielte Herstellung schwierig.
- Im Januar 2007 setzte die University of Alabama eine Untersuchungskommission ein, die im Dezember 2009 zu dem Ergebnis kam, dass der Kristallograph H. M. Krishna Murthy in den zehn Jahren zuvor Daten über die Struktur von elf Proteinen publiziert hatte, die mutmaßlich von bereits bekannten Proteinen abgeleitet worden waren. Erstmals seit ihrem Bestehen löschte die Protein Data Bank daraufhin einen Datensatz aus ihrem Bestand, das Journal of Biological Chemistry zog den zugehörigen, bereits 1999 veröffentlichten Fachartikel zurück. Nature berichtete, die unkorrekten Daten hätten eine Protease des Erregers von Dengue-Fieber betroffen und die Erforschung dieser Krankheit behindert. Murthy stritt wissenschaftliches Fehlverhalten ab.[45]

### Geografie

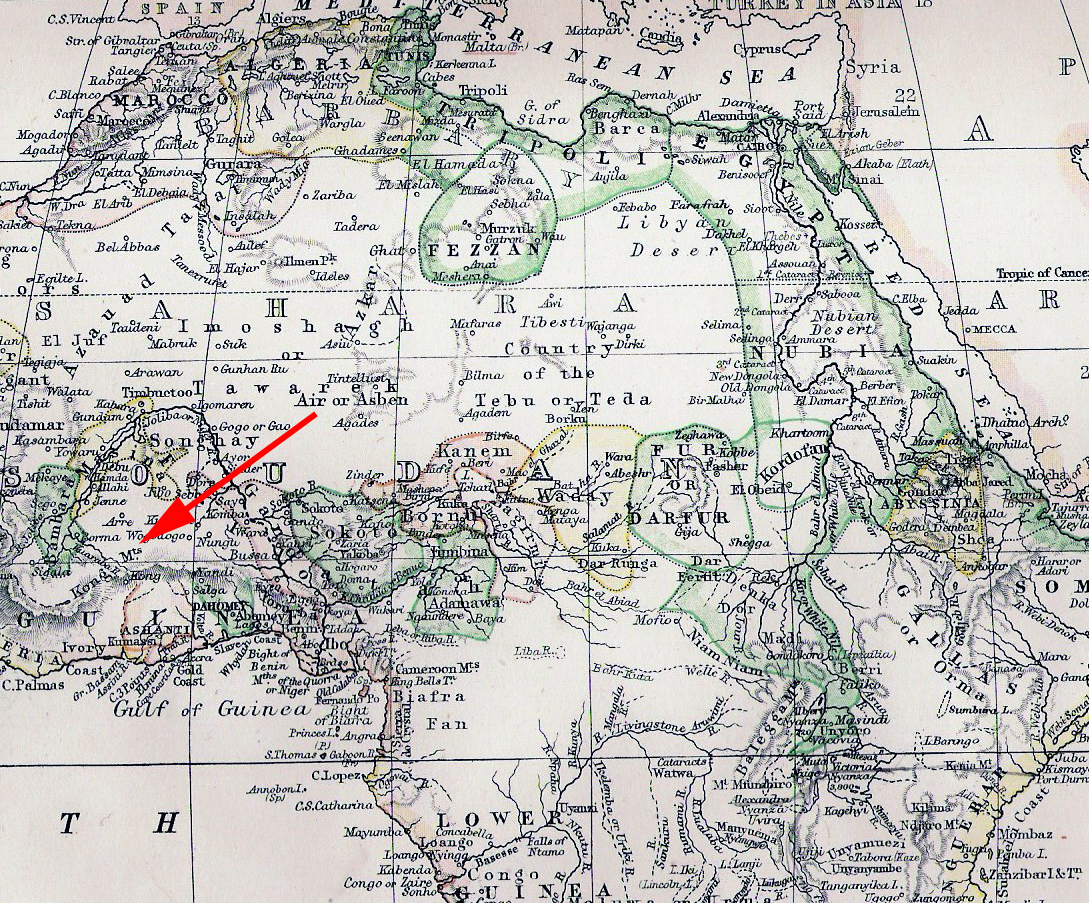
James Rennells „Kong-Berge“ (Pfeil) auf einer Karte des Jahres 1882

Der zu Lebzeiten sehr geachtete Geograf James Rennell (F.R.S.) verfälschte Berichte des Forschungsreisenden Mungo Park, indem er 1798 das fiktive Gebirge der „Kong-Berge“ erfand, das sich im Westen Afrikas in der Nähe des 10. Breitengrades befinde. Dadurch wollte er dessen Theorie über den Verlauf des Niger stützen. Die Fälschung wurde erst Ende des 19. Jahrhunderts aufgedeckt.

### Geologie
Der indische Geologe Viswa Jit Gupta von der Panjab University veröffentlichte über 20 Jahre lang etwa 300 Publikationen mit aufsehenerregenden Erkenntnissen zur Geologie Indiens, insbesondere des Himalajas, die vorgeblich auf seinen Fossilfunden aus diesem Raum beruhten. Tatsächlich stammten Guptas vorgeblich indische Fossilien u. a. aus Marokko, den USA und China. 1989 wurde die wissenschaftliche Täuschung von dem australischen Paläontologen John Talent aufgedeckt.

### Geschichtsquellen
siehe auch: Geschichtsfälschung
- Martin Allen, britischer Autor von Büchern zur Geschichte des Zweiten Weltkriegs, hat für seine Publikationen Dokumente aus den National Archives, Kew, verwendet, die in echte Akten des Archivs hineinmanipuliert worden waren. Allen selbst ist dringend dieser Manipulation verdächtig; wegen seines schlechten Gesundheitszustandes verzichtete der Crown Prosecution Service jedoch auf Erhebung einer Anklage.[48]
- Mart Bax, emeritierter Professor für politische Anthropologie in Amsterdam, stützte seit den 1970er-Jahren wider besseres Wissen seine gesamte wissenschaftliche Arbeit auf unbestätigte, möglicherweise ge- oder verfälschte Quellen. Zudem machte er durch Selbstplagiate aus etwa 16 eigenständigen Texten eine Literaturliste mit 161 Einträgen und erfand Mitgliedschaften in Fachgesellschaften und Berufungen in Beratergremien.
- In der Reichstagsbrand-Kontroverse griffen Historiker um Walther Hofer die Alleintäterschaftsthese an und warfen namentlich Fritz Tobias und Hans Mommsen vor, Gutachten verfälscht und unglaubwürdige Zeugenaussagen verwendet zu haben. Diese konterten mit dem Vorwurf, Hofer und der 2003 verstorbene kroatische Publizist Edouard Calic hätten in ihren beiden Dokumentationen von 1972 und 1978 gefälschte Quellen eingesetzt. Calic hatte erklärt, dass er die Originale der Dokumente nicht mehr besitze und nicht herbeischaffen könne, so dass die ehrenrührigen Fälschungsvorwürfe weiter im Raum standen.
- Orlando Figes musste zugeben, dass er positive Rezensionen seiner eigenen Bücher und Verrisse seiner Gegner auf der Webseite Amazon.com selbst verfasst hatte, nachdem er gegen solche Vorwürfe zunächst juristisch vorgehen wollte.[49] Auch mehrere andere seiner Bücher enthielten erhebliche Falschdarstellungen und freie Erfindungen.[50][51]
- Hansmartin Decker-Hauff, Professor in Tübingen. Der Umfang seiner Fälschungen zum Beispiel zu genealogischen Fragen wurde erst nach seinem Tod offenbar.

### Medizin
- In den privaten Einträgen Louis Pasteurs entdeckte Gerald L. Geison vom Historischen Institut der Universität Princeton in New Jersey u. a. eine Reihe gravierender Abweichungen zu seinen tatsächlich publizierten Arbeiten. Laut Notizbuch benutzte Pasteur z. B. einen anderen Impfstoff gegen Milzbrand, als er in seinen Veröffentlichungen angegeben hatte.[52]
- Cyril Burt war bis zu seinem Tod 1971 ein hochgeachteter Zwillingsforscher, dessen Nachlass jedoch Zweifel an der Seriosität seiner Studien aufkommen ließ: Er hatte Entdeckungen samt fiktiver Koautoren und Rezensenten in seinem eigenen Fachjournal (British Journal of Statistical Psychology) publiziert, laut denen Intelligenz erblich sei. Ab 1974 wurden bei der Auswertung seines Nachlasses fehlende Daten bemerkt; er hatte Zwillingspaare erfunden, um die eigenen Thesen zur Eugenik zu stützen.[11]
- William T. Summerlin berichtete 1973 in zwei medizinischen Fachzeitschriften,[53] er habe erfolgreich die Haut einer schwarzen Maus auf eine weiße Maus transplantieren können, und zwar ohne die üblicherweise begleitende Immunsuppression. Dennoch sei keine Abstoßung durch das Immunsystem eingetreten. Dieser Erfolg sei möglich gewesen, weil er die Haut vier bis sechs Wochen lang in einer Organkultur einer speziellen Behandlung unterzogen habe. Summerlin belegte den Erfolg seiner Vorgehensweise durch weiße Mäuse, die schwarze Hautpartien auf dem Rücken hatten. Es stellte sich jedoch heraus, dass die schwarzen Haare nach einer Waschung mit Alkohol wieder weiß wurden – Summerlin hatte die Haare zuvor mit Filzstift eingefärbt.
- Der Arzt John Darsee (* 1948), der als brillanter Nachwuchswissenschaftler am Lehrstuhl des renommierten Kardiologen an der Harvard University, Eugene Braunwald, galt, wurde 1981 als Fälscher entlarvt. Nachdem Braunwald zunächst an der Universität den Fall ohne viel Aufhebens durch eine Trennung von Darsee regeln wollte, leitete der Dekan der Harvard Medical School, Tostenson, eine Untersuchung ein. Mehrere Untersuchungskommissionen beschäftigten sich mit dem Fall, und es stellte sich heraus, dass er schon vorher an der Emory University, wo er 1974 promoviert worden war, systematisch gefälscht hatte[54] und damit sogar schon 1969 als Student an der Notre Dame University begonnen hatte. Ned Feder und Walter W. Stewart von den National Institutes of Health untersuchten über mehrere Jahre systematisch 109 Veröffentlichungen von Darsee mit 47 Co-Autoren und stellten fest, dass die Mehrzahl der Co-Autoren sich zumindest Unachtsamkeiten vorwerfen lassen musste – nur 12 der Wissenschaftler sprachen sie von Fehlern frei. Über 100 der Veröffentlichungen von Darsee enthielten Fälschungen. Beispielsweise führte er in einem Artikel einen Patienten an, der schon im Alter von 16 Jahren vier Kinder gehabt haben sollte, davon eines im Alter von 8 Jahren. Ihre Studie wurde 1987 in der Zeitschrift Nature[55] veröffentlicht und erregte damals großes Aufsehen.
- Dem Radiologen Robert Slutsky wurde Mitte der 1980er-Jahre von der University of California, San Diego, nachgewiesen, dass er wiederholt unkorrekte Daten in Fachzeitschriften veröffentlicht hatte. Die Fachzeitschrift Science berichtete im April 2006, 18 seiner 60 Veröffentlichungen seien wegen gefälschter oder zumindest fragwürdiger Daten widerrufen worden.
- Isidro Ballart schloss sich 1988 einer Zürcher Forschungsgruppe an, die gentechnisch synthetisierte Masern erfolglos in Zellkulturen einzubringen versuchte. Nur Ballart gelangen im Februar 1990 der Durchbruch und auch Reproduktionen des Ergebnisses, doch angesichts einer drohenden Vorführung vor Fachpublikum im März 1991 in Genf nahm er sich im Labor das Leben. Im Juni des Jahres erschien noch seine zweite Veröffentlichung; beide mussten zurückgenommen werden.[11]
- Friedhelm Herrmann und Marion Brach waren die Verursacher der bisher größten Affäre in der deutschen Krebsforschung,[56] in deren Folge u. a. auch Roland Mertelsmann dem Vorwurf einer Verletzung seiner Aufsichtspflichten ausgesetzt war.[57] Bei 94 von 347 Arbeiten Herrmanns konnten Manipulationen nachgewiesen werden; weitere 121 blieben verdächtig, ohne dass ein Nachweis der Manipulation gefunden wurde. Der Betrug reichte von Plagiaten über Bildfälschung, geschönte Daten bis zu erfundenen Tabellen und Zitaten aus nicht existierenden Arbeiten. Neben Herrmann und Brach wurden auch den Oberärzten Lindemann und Oster die Habilitation aberkannt; diese beschuldigten den Vorgesetzten Herrmann.[11]
- Eine Studie, die die Überlegenheit der Hochdosis-Chemotherapie bei Brustkrebs zu belegen schien, wurde von Werner Bezwoda gefälscht; er gab dies später im Deutschen Ärzteblatt[58] offiziell zu.
- Der kanadische Forscher Eric Poehlman vom Vermont College of Medicine forschte jahrelang auf dem Gebiet der Menopause, des Alterns und der Fettleibigkeit. Bereits im Jahr 2000 wurden Vorwürfe gegen die Glaubwürdigkeit seiner Studien laut, aber erst im Jahr 2005 wies ihm eine Untersuchungskommission der University of Vermont nach, dass 10 seiner Veröffentlichungen verfälschte Daten enthielten. Wegen unkorrekter Angaben in Anträgen auf Forschungsförderungen wurden juristische Schritte gegen ihn eingeleitet.
- „Impfung gegen Krebs“ (vermeintliche Therapie gegen Nierenzellkarzinom): Alexander Kugler, Urologe an der Universität Göttingen, und Gernot Stuhler von der Universität Tübingen wurden 2001 methodische Ungenauigkeiten vorgeworfen. Gernot Stuhler wurde vollständig rehabilitiert, während Kuglers Vorgesetzter Rolf-Hermann Ringert 2005 von der DFG für acht Jahre von Drittmitteln und Gutachten ausgesperrt wurde.[59][60][61]
- Der Immunologe Luk van Parijs, der u. a. über RNA-Interferenz geforscht hatte, wurde 2004 von seiner Position im Massachusetts Institute of Technology (MIT) suspendiert und 2005 entlassen. Ihm war nachgewiesen worden, dass er während seiner Tätigkeit am MIT erfundene Arbeitsergebnisse in Fachzeitschriften publiziert hatte. Später wurde entdeckt, dass er bereits als Postdoc im Labor des Nobelpreisträgers David Baltimore am California Institute of Technology verfälschte Daten veröffentlicht hatte.[62]
- Dem koreanischen Stammzellforscher Hwang Woo-suk wurde Ende 2005 von einer Untersuchungskommission seiner Hochschule nachgewiesen, einen in der Zeitschrift Science veröffentlichten, spektakulären Forschungsbericht über die Kultivierung von elf geklonten humanen Stammzell-Linien vollständig gefälscht zu haben. Seinem zeitweiligen Mitarbeiter Park Jong-Hyuk wurde Anfang 2007 von der University of Pittsburgh bescheinigt, ebenfalls Daten gefälscht und die Untersuchungskommission der Universität belogen zu haben. Park hatte bis 2004 im Labor von Hwang gearbeitet und war danach nach Pittsburgh gewechselt. Im Januar 2006 waren einem US-Kollegen Unkorrektheiten in einer von Park für Nature geschriebenen Veröffentlichung aufgefallen. Park hatte die Fälschungen abgestritten, jedoch kurz nach Beginn der Untersuchungen die beweiskräftigen Daten vom Labor-Server gelöscht und war danach mit unbekanntem Ziel aus den USA abgereist.[63]
- Der norwegische Krebsforscher Jon Sudbø gab im Januar 2006 zu, mehrere hundert Patientendaten von Mundkrebskranken frei erfunden, sie zu einer Studie verarbeitet und diese in der angesehenen Fachzeitschrift The Lancet veröffentlicht zu haben. Die Aussage dieser Fälschung war, dass das Risiko für Mundkrebs bei Rauchern angeblich auf die Hälfte gesenkt werden könne, wenn man über längere Zeit Paracetamol einnehme.
- Der japanische Biochemiker Kazunari Taira wurde Anfang 2006 von der Universität Tokio vom Dienst suspendiert, nachdem er die Daten mehrerer, in hochrangigen Fachzeitschriften veröffentlichter Studien auf dem Gebiet der RNA-Interferenz nicht reproduzieren konnte. Auch konnte er weder die Rohdaten zu den Publikationen noch Labortagebücher vorweisen.[64][65]
- Der Strahlungsonkologe Steven Leadon von der University of North Carolina at Chapel Hill verlor seine Professur, nachdem ein Universitätsausschuss ihn schuldig gesprochen hatte, in einem 1997 in Science erschienenen Artikel gefälschte Daten veröffentlicht zu haben. Der Artikel, der zurückgezogen wurde, hatte den Einfluss des Brustkrebsgens BRCA1 auf die zelleigenen DNA-Reparaturmechanismen zum Inhalt. Am 8. Juni 2006 sprach ihn auch das US Office of Research Integrity schuldig. Die Untersuchungen hätten zum Ergebnis geführt, dass insgesamt acht Publikationen von Datenmanipulationen betroffen gewesen seien. In einer Abmachung verpflichtete sich Leadon, drei weitere Publikationen zurückzuziehen und fünf Jahre lang keine staatlichen Forschungsgelder zu beantragen. Leadon bestritt auch nach dieser Abmachung jedes Fehlverhalten. Er habe der Abmachung nur zugestimmt, weil er die Kosten für den Klageweg nicht aufbringen könne.[66]
- Catherine Verfaillie, heute Professorin der Katholieke Universiteit Leuven, veröffentlichte 2002 in Nature eine Arbeit,[67] die einen Ausweg aus den ethischen Problemen der Forschung an embryonalen Stammzellen (ES) zu weisen schien. Konnte man sie zuvor gewinnen, indem man Embryos zerstörte, berichtete Verfaillie nun, sie habe im Knochenmark von Mäusen so genannte „multipotente adulte Progenitorzellen“ entdeckt, aus denen man in ihrem Labor im Prinzip die gleichen Zelltypen hervorbringen konnte wie aus Embryonalen Stammzellen. Eine Wiederholung der Experimente in anderen Labors misslang jedoch. Reporter der Zeitschrift New Scientist wiesen bereits Ende 2005 nach, dass in mehreren Publikationen Verfaillies und in einer Patentschrift identische Bilder erschienen waren, die jeweils unterschiedliche Zellkulturen belegen sollten. Auch wurden weitere Daten ihrer Veröffentlichung angezweifelt.[68] Eine Untersuchungskommission der University of Minnesota kam zu dem Ergebnis, dass die Veröffentlichung von 2002 „signifikant fehlerhafte Daten“ enthalten habe und daher „potentiell unkorrekt“ sei.[69] Die Untersuchungen dauern zurzeit noch an.
- Der Schmerzforscher Scott Reuben fälschte seit 1996 die Rohdaten von bis zu 21 Studien. Der Experte für postoperative Schmerzbehandlung stützte in seinen Studien die Gabe von bestimmten Schmerzmitteln nach Operationen. Diese gängige klinische Praxis wurde durch den Skandal in Frage gestellt.[70]
- Das Klinikum Ludwigshafen enthob am 26. November 2010 den anästhesiologischen Chefarzt Joachim Boldt mit sofortiger Wirkung seines Amtes. Dem Anästhesisten wurde vorgeworfen, eine angebliche Originalarbeit in der Fachzeitschrift Anesthesia & Analgesia publiziert zu haben, „deren Aussagen keine wissenschaftliche Studienerhebung zugrunde [lag]“; als Indiz für diesen Vorwurf wurde seitens der Deutschen Gesellschaft für Anästhesiologie und Intensivmedizin erwähnt, „dass beispielsweise keine Labor- und Patientendaten über die Studie zur Verfügung stehen“.[71] Im Februar 2011 wurde Boldt der Titel „Außerplanmäßiger Professor an der Justus-Liebig-Universität Gießen“ aberkannt, da er seiner Lehrverpflichtung in Gießen nicht mehr nachgekommen war.[72] Bei dem Fall ging es um Studien, die Vorteile des Volumenersatzmittels Hydroxyethylstärke (HES) belegen sollten. Mit 89 zurückgezogenen Fachartikeln übernahm Boldt im März 2011 international den ersten Platz in dieser Statistik.[73]
- Andrew Wakefield stellte 1998 in einem Artikel in The Lancet eine Verbindung zwischen einer Impfung mit dem Masern-Mumps-Röteln-Impfstoff und nachfolgendem Autismus her (siehe Der Fall Wakefield). Später wurde bekannt, dass er von Anwälten, die Eltern Autismus-betroffener Kinder vertraten, 55.000 £ an Drittmitteln erhalten hatte.[74] Die Veröffentlichung wurde inzwischen von The Lancet zurückgezogen, Wakefield ist in seinem Heimatland Großbritannien mit Berufsverbot belegt.
- Yoshitaka Fujii, ein japanischer Anästhesiologe, wurde im Februar 2012 von der Toho Universität entlassen, da acht von neun durch eine universitäts-interne Kommission geprüfte Fachveröffentlichungen die vorgeschriebenen Standards nicht erfüllt hatten; Fujii erklärte sich daraufhin einverstanden, die Veröffentlichungen zurückzuziehen. In der Folge wurde die Integrität seines gesamten in englischer Sprache verfasstes Werks aus 20 Jahren – 193 Publikationen – infrage gestellt.[75] Im September 2012 berichtete Nature, dass voraussichtlich mindestens die Hälfte dieser Publikationen zurückgezogen werden müsse.[76]
- Edward Shang, ein deutscher Chirurg, der im Rahmen des Integrierten Forschungs- und Behandlungszentrums Adipositas-Erkrankungen[77] von Mannheim nach Leipzig wechselte, beendete am 9. Mai 2012 in gegenseitigem Einvernehmen[78] seine Tätigkeit in Leipzig. Ausgangspunkt war die Rücknahme einer Publikation[79] in Surgery for Obesity and Related Diseases in der Shang behauptete, im Rahmen einer Studie 60 Patienten operiert zu haben. Tatsächlich waren im betreffenden Zeitraum lediglich 21 Patienten operiert worden.
- Der japanische Forscher Hisashi Moriguchi vom Klinikum der Universität Tokio berichtete am 11. Oktober 2012, ihm sei es als weltweit erstem Forscher gelungen, induzierte pluripotente Stammzellen erfolgreich an mehreren Patienten einzusetzen. Diese Aussage sorgte in Japan für ein großes Medienecho, da sie von Yomiuri Shimbun, der auflagenstärksten Zeitung der Welt, als Titelgeschichte verbreitet wurde. Nachdem jedoch umgehend die Harvard Medical School und das Massachusetts General Hospital die von Moriguchi behauptete Kooperation dementierten, räumte er bereits am 13. Oktober 2012 ein, dass seine Behauptungen unwahr gewesen seien.[80] Kurz darauf wurde zudem bekannt, dass er keine Zulassung als Arzt besitze[81] und dass die Universität Tokio ihn entlassen habe.[82]
- Haruko Obokata, Forscherin am RIKEN-Institut in Japan, hatte in zwei Aufsehen erregenden Nature-Veröffentlichungen[83][84] sowie in einer dritten Publikation[85] behauptet, eine beliebige Zelle durch dreißigminütiges Eintauchen in ein Säurebad in eine pluripotente Stammzelle umprogrammieren zu können. Eine mehrmonatige Untersuchung[86] ergab 2014, dass mehrere Proben bereits zu Beginn der Experimente mit Stammzellen kontaminiert waren und dass dies „wahrscheinlich nicht zufällig“ („it is unlikely that there was accidental contamination“) geschehen sei; ferner seien Abbildungen in den Studien ohne ausreichende Datengrundlage erstellt worden.[87]
- Dem italienischen Chirurgen Paolo Macchiarini, der in Schweden am renommierten Karolinska-Institut als Gastprofessor tätig war, wurde Anfang 2016 vorgeworfen, Publikationen gefälscht und leichtfertig das Leben von Patienten aufs Spiel gesetzt zu haben.[88] Macchiarini galt als Experte für künstliche Luftröhren, bis ein Fernsehbericht „von gravierenden Diskrepanzen zwischen der – in der Mehrheit der Fälle letztlich mit dem Tod endenden – Krankengeschichte von Macchiarinis Patienten und den vom Chirurgen in Fachkreisen präsentierten Ergebnissen dieser Operationen“ berichtete.[89][90] Daraufhin trat der Leiter des Karolinska-Instituts, Anders Hamsten, von seinem Amt zurück; zuvor war das Institut Vorwürfen gegen Macchiarini nicht nachgegangen.[91] Der Fall hatte auch Auswirkungen auf die Zusammensetzung des Komitees, das für die Vergabe des Medizin-Nobelpreises zuständig ist.[92]
- Hans-Ulrich Wittchen wurde Ende 2018 beschuldigt, eine Studie zum Zustand der Versorgung psychisch kranker Menschen in Deutschland verfälscht zu haben, indem er vorgab, deutlich mehr Kliniken evaluiert zu haben, als tatsächlich in die Datenerhebung einbezogen worden waren. Ein förmliches Untersuchungsverfahren, das 2019 eingeleitet wurde, bestätigte laut einem Bericht in der FAZ vom 6. Januar 2021, der der Abschlussbericht vorgelegen habe, die Vorwürfe.
- Im Juli 2022 berichtete das Onlineportal der Fachzeitschrift Nature, Untersuchungen der Ohio State University hätten ergeben, dass zwei Wissenschaftlerinnen aus dem Labor des Krebsforschers Carlo M. Croce in mehr als einem Dutzend Fachveröffentlichungen – in einigen von denen Croce als Ko-Autor benannt worden war – teils Plagiate eingefügt, teils Daten verfälscht haben. Bereits im September 2021 entzog die Ohio State University Croce „wegen Management-Problemen“ den Stiftungslehrstuhl John W. Wolfe Chair in Human Cancer Genetics. Er blieb aber weiterhin an der Universität beschäftigt.[93]
- Im Juli 2022 berichtete das Onlineportal der Fachzeitschrift Science über Untersuchungen auf dem Gebiet der Alzheimer-Forschung, denen zufolge in zahlreichen Publikationen diverser Haupt- und Ko-Autoren Dutzende Abbildungen verfälscht worden seien.[94][95] Speziell der französische Neurowissenschaftler Sylvain Lesné steht unter dem Verdacht der Bildmanipulation. Er war 2006 Hauptautor einer Publikation in der Zeitschrift Nature, in der ein spezifisches Oligomer im Gehirn nachgewiesen wurde, dessen Vorhandensein die Hypothese stützt, dass bestimmte Proteinstückchen (Beta-Amyloide) Auslöser für Morbus Alzheimer seien.[96] Die Nature-Studie wurde am 24. Juni 2024 zurückgezogen.[97] Die University of Minnesota, Twin Cities kam nach Abschluss ihrer Untersuchungen zu dem Ergebnis, dass vier weitere Studien für ungültig erklärt werden sollten; im Februar 2025 wurde bekannt, dass Lesné zum 1. März 2025 seine Professur verlasse.[98]
- Im September 2024 gerieten die Arbeiten von Eliezer Masliah, Leiter der Abteilung für Neurowissenschaften am US-amerikanischen National Institutes of Health, unter kritische Beobachtung, als eine Untersuchung der Zeitschrift Science umfangreiche Bildmanipulationen in zahlreichen seiner veröffentlichten Forschungsarbeiten aufdeckte. Ein Dossier wies auf wiederholte Fälle von Manipulation, Bildwiederverwendung und anderen Formen der digitalen Bearbeitung in seinen Forschungen hin. Diese Vorwürfe betreffen wichtige Studien im Zusammenhang mit der Alzheimer- und der Parkinson-Krankheit.[99]
- Am 22. Januar 2024 wurde der deutschen Kinderonkologin Simone Fulda durch den Biologen Leonid Schneider vorgeworfen, ihre Daten in früheren Forschungsarbeiten manipuliert zu haben.[100] Hierbei handelt es sich um Forschungen auf dem Gebiet der molekularen Krebsforschung. In mehreren Fällen sollen Abbildungen gefälscht worden sein. Die Vorwürfe wurden von Fulda zurückgewiesen.[101] In einem Artikel im Laborjournal wies Henrik Müller darauf hin, dass aus Fuldas Zeit als Postdoktorandin und spätere Heisenberg-Stipendiatin ausschließlich jene Publikationen betroffen sind, für die sie als Erst- oder Zweitautorin inhaltlich hauptverantwortlich war.[102] Am 10. Februar 2024 teilte das Bildungsministerium des Landes Schleswig-Holstein mit, dass Simone Fulda von ihrem Amt als Präsidentin der Christian-Albrechts-Universität zu Kiel zurücktrete.[103]  Am 10. Januar 2025 teilte die Goethe-Universität Frankfurt am Main jedoch mit, dass das Verfahren gegen Simone Fulda eingestellt wird, da die Vorwürfe der angeblichen Datenmanipulation unbegründet gewesen seien.[104] Ein von der Deutschen Forschungsgemeinschaft eingesetzter Ausschuss sah in einer Mitteilung vom 4. Juli 2025 den Tatbestand der Manipulation einer Abbildung als verwirklicht an. Bei weiteren Publikationen hätte Simone Fulda als Seniorautorin die Duplikate von Abbildungen schon aufgrund ihres Umfangs zwingend erkennen müssen. Die Deutsche Forschungsgemeinschaft verhängte einen einjährigen Ausschluss von der Antragsberechtigung gegen Simone Fulda.[105]

### Paläontologie
- Thomas Henry Huxley veröffentlichte 1864 die „Rekonstruktion“ eines Belemniten aus der Ordnung Phragmoteuthida, die jahrzehntelang für andere Autoren als Vorlage beim Beschreiben neuer Funde diente. Wie sich schließlich herausstellte, hatte Huxley an den fossilen Weichteilabdruck eines Phragmoteuthida-Individuums das Rostrum eines Individuums aus einer anderen Ordnung geklebt.[106]
- Einiges Aufsehen in der Fachwelt verursachte die 1966 gemachte Entdeckung der Fliege Fannia scalaris in einem Stück eozänen Baltischen Bernsteins, das sich bereits seit rund 70 Jahren in der Sammlung des Naturhistorischen Museums in London befand. Die Besonderheit dieses Stückes lag darin, dass mit diesem in einem rund 50 Millionen Jahre alten Bernstein eingebetteten fossilen Insekt belegt zu sein schien, dass auch Arten eine erdgeschichtlich und biologisch extrem lange Lebensdauer haben können (evolutionärer Stillstand). Zwar sind aus zahlreichen eozänen Insektengattungen rezente Vertreter bekannt, jedoch fehlte es an einem gesicherten Nachweis, dass auch eine Art aus dieser Periode der Erdgeschichte bis heute überdauert hat. Bei einer erneuten Untersuchung des Stückes im Jahre 1993 stellte sich dann heraus, dass es sich bei der Inkluse um eine Fälschung handelt. In Anlehnung an die berühmt gewordene wissenschaftliche Fälschung des Piltdown-Menschen wird dieses Stück in der Literatur oft als Piltdown-Fliege bezeichnet.[107]

### Physik
- Galileo Galilei wurde wiederholt vorgeworfen, dass er einige der von ihm beschriebenen Experimente entweder niemals selbst durchgeführt oder ihre Ergebnisse stark verfälscht habe. Die verbreitete Geschichte über eigenhändig durchgeführte Fallversuche vom Schiefen Turm in Pisa, für die es keinen verlässlichen Beleg gibt, ist allerdings nicht ihm anzulasten, denn er hat dies auch nie selbst berichtet. Geschönt ist Galileis Darstellung, dass zwei Pendel von gleicher Länge für hunderte von Schwingungen im Takt bleiben, auch wenn ihre Auslenkungen zu Beginn sich stark unterscheiden. Dieser Isochronismus gilt nur im Grenzfall kleiner Schwingungsweiten, während sich im Vergleich mit größeren Auslenkwinkeln, z. B. 30° wie von Galilei genannt, schon nach wenigen Dutzend Perioden wachsende Verschiebungen zeigen.

Die für die Aufklärung der Fallgesetze entscheidenden Versuche an der schiefen Ebene hat Galilei aber offenbar tatsächlich durchgeführt. Der gelegentlich immer noch wiederholte Vorwurf der Fälschung geht auf den Wissenschaftshistoriker Alexandre Koyré zurück. Er hatte Anfang des 20. Jahrhunderts den gerade publizierten gesamten Nachlass Galileis durchgesehen und fast keine Aufzeichnungen zu durchgeführten Messungen darin gefunden. Jedoch fand in den 1960er Jahren Stillman Drake, nachdem er noch einmal selber in Florenz in das Archiv hinuntergestiegen war, zahlreiche Blätter von Galileis Hand, die in der Gesamtausgabe fortgelassen worden waren. Es waren die Protokolle der Messungen, die bei der Zusammenstellung der Gesamtausgabe für unwichtig gehalten worden waren, weil auf ihnen nur wenig oder gar kein Text zu sehen war, dafür aber Skizzen und Zahlen. Drake analysierte handschriftliche Notizen, in denen Galilei zum Beispiel ein Experiment zur Flugbahn einer fallenden Kugel mit unterschiedlichen anfänglichen Horizontalgeschwindigkeiten aufgezeichnet hatte. Dabei notierte Galilei den von ihm erwarteten Wert für die Flugweite der Kugel sowie den gemessenen Wert, wobei die größte Abweichung knapp vier Prozent beträgt. Der Eindruck der Fälschung mag auch damit zusammenhängen, dass Galilei – wie damals allerdings üblich – in seinen Veröffentlichungen nur noch die gefundenen Gesetze, aber nicht mehr die zugrunde liegenden Versuchsergebnisse mit ihren unvermeidlichen Abweichungen wiedergegeben hat.
Koyrés weitere Behauptung, viele Experimente Galileis seien mit den damaligen Mitteln gar nicht zu realisieren gewesen, wurden durch einen konkreten Nachbau widerlegt.
- Isaac Newton manipulierte seine experimentellen Ermittlungen der Schallgeschwindigkeit in der Luft (nach ihm: 298 m/s), um sie seinem Rechenmodell anzugleichen.[11] Der Effekt der adiabatischen Zustandsänderung, der dafür sorgt, dass die Schallgeschwindigkeit bei Normbedingungen tatsächlich bei 343 m/s liegt, wurde erst von Pierre Simon Laplace gefunden.
- Emil Rupp galt von 1926 bis 1935 als ein weltweit führender Experimental-Physiker. Seine Experimente zu Kanalstrahlen und zum Positron stellten sich jedoch später als völlige Fälschungen heraus.
- Jan Hendrik Schön, Nano-Physiker, fälschte Messdaten zum elektronischen Verhalten organischer Strukturen. Schön war bereits 2002 als potenzieller Kandidat auf den Nobelpreis in der Diskussion, als die Täuschung aufgedeckt wurde: Seine Messergebnisse konnten nicht reproduziert werden.[11]
- Victor Ninov fälschte Messdaten über die angebliche Erzeugung von zwei neuen chemischen Elementen (Schwerionen).
- Rusi P. Taleyarkhan von der Purdue University wird seit mehreren Jahren vorgehalten, seine Experimente zur Bläschenfusion seien nicht reproduzierbar. Dies veranlasste im Frühjahr 2007 schließlich den Ausschuss für Wissenschaft und Technologie des US-Repräsentantenhauses zu einer eigenen Untersuchung,[112] nachdem eine Überprüfung des möglichen wissenschaftlichen Fehlverhaltens durch die Heimatuniversität u. a. in der Fachzeitschrift Nature als undurchsichtig kritisiert worden war.[113]
- Dem Physiker Ranga P. Dias von der University of Rochester (USA), dessen Arbeitsgruppe kurz zuvor Aufsehen erregend publiziert hatte, Supraleiter bei Zimmertemperatur entwickelt zu haben, wurde 2023 vorgeworfen, große Teile seiner Doktorarbeit wörtlich aus mehr als einem Dutzend Quellen ungekennzeichnet übernommen zu haben.[114][115] In der Folge kam es zu Untersuchungen und laut Nature zu Hinweisen, dass Daten auch erfunden wurden.[116] Im November 2024 gab die University of Rochester bekannt, dass Dias, dessen Arbeitsvertrag bis Juni 2025 lief, nicht mehr von der Universität beschäftigt werde und auch keine Forschungsprojekte mit der Universität durchführe.[117]

### Psychologie
- Stephen Breuning publizierte in den späten 1970er und frühen 1980er Jahren, dass behinderten, hyperaktiven Kindern statt Beruhigungsmittel anregende Stimulanzien verabreicht werden sollten. Breunings ehemaliger Mentor Robert Sprague deckte 1980 auf, dass Breuning die angeblich von ihm untersuchten Kinder nicht betreut haben konnte, und die revolutionären Erkenntnisse frei erfunden waren. Dennoch wurden Praktiken im Gesundheitsbetrieb auf Empfehlungen Breunings und auch dessen Fälschungstätigkeit fortgesetzt, bis dieser 1988 verurteilt wurde. Er gilt als der erste Forscher, der strafrechtlich für Fälschungen zur Rechenschaft gezogen wurde; zur Strafe gehörten Schadensersatz, 60 Tage Bewährungsstrafe, 250 Stunden soziale Arbeit und ein fünfjähriges Forschungsverbot.[11]
- Diederik Stapel, ein ehemaliger Hochschullehrer und niederländischer Sozialpsychologe, gab 2011 zu, die Daten für zahlreiche in renommierten Fachzeitschriften erschienenen Veröffentlichungen manipuliert und erfunden zu haben.[118] Inzwischen wurden über 50 seiner Artikel zurückgezogen.[119] Daraufhin wurde er von seinen Aufgaben suspendiert, kurz darauf gab er seinen Doktortitel an die Universität Amsterdam zurück.[120][121]
- Der Sozialpsychologe Dirk Smeesters, vormals Professor für Marketing an der Erasmus-Universität Rotterdam, legte im Juni 2012 sein Amt nieder, nachdem zwei seiner Publikationen zurückgezogen worden waren. Zuvor hatte er zugegeben, dass das zugrundeliegende Datenmaterial verfälscht worden war, um statistische Signifikanz zu belegen.[122]
- Der italienischen Psychologin Lorenza Colzato wurde 2019 u. a. vorgeworfen, erhobene Daten von einzelnen Versuchspersonen unzulässig gelöscht, nicht in Veröffentlichungen einbezogen und so Ergebnisse verfälscht zu haben.[123] Die damals an der Universität Leiden tätige Psychologin wies alle Vorwürfe zurück,[124] gleichwohl wurden zwei ihrer Veröffentlichungen zurückgezogen. 2022 wurde von der Universität Leiden mitgeteilt, dass insgesamt sieben Studien, an denen Colzato beteiligt war, für ungültig erklärt wurden.[125] Colzato war 2019 von der Universität suspendiert worden und hatte danach Leiden verlassen.[126]

## Literarische Verarbeitung
Der britische Schriftsteller und Physiker Charles Percy Snow benutzte Details der authentischen Täuschung von Emil Rupp in seinem 1960 veröffentlichten Roman „Die Affäre“ über einen Wissenschaftsbetrüger an der Universität Cambridge. Die Täuschung im Wissenschaftsbetrieb wird literarisch auch in den 2012 erschienenen Romanen des Naturwissenschaftlers Bernhard Kegel („Ein tiefer Fall“) und des Autorengespanns Ann-Monika Pleitgen und Ilja Bohnet („Teilchenbeschleunigung“) verarbeitet.